# Neuilly-en-Donjon
 Neuilly-en-Donjon  là một xã ở tỉnh Allier thuộc miền trung nước Pháp.

## Hành chính
| Danh sách các thị trưởng               |                 |                   |      |                        |
| Giai đoạn                              | Giai đoạn       | Tên               | Đảng | Tư cách                |
| 1888                                   | 1892            | RAY Étienne       | /    | /                      |
| 1892                                   | 1899            | CHARPIN André     | /    | /                      |
| 1899                                   | 1902            | PELLETIER Gilbert | /    | /                      |
| 1902                                   | 1904            | DESBOURBES Pierre | /    | /                      |
| 1904                                   | 1935            | NEVERS Pierre     | /    | /                      |
| 1935                                   | 1942            | PICARD François   | /    | /                      |
| 1942                                   | 1944            |                   | /    | /                      |
| 1944                                   | 1945            | DEBUT Jean-Marie  | /    | /                      |
| 1945                                   | 1935            | THEVENOUX Antoine | /    | /                      |
| 1965                                   | 1977            | MELON Benoît      | /    | /                      |
| 1977                                   | 1995            | LARUE Marcel      | /    | Retraité / Agriculteur |
| 1995                                   | réélu mars 2008 | FAVIER Daniel     | /    | Retraité / Agriculteur |
| Tất cả các dữ liệu trước đây không rõ. |                 |                   |      |                        |

## Biến động dân số
| Năm | 1962 | 1968 | 1975 | 1982 | 1990 | 1999 |
| --- | ---- | ---- | ---- | ---- | ---- | ---- |
| Dân số | 484  | 486  | 398  | 363  | 309  | 228  |
| From the year 1968 on: No double counting—residents of multiple communes (e.g. students and military personnel) are counted only once. |      |      |      |      |      |      |